# Doneisha Anderson
Doneisha Anderson, född 21 september 2000, är en friidrottare från Bahamas. Hon deltog vid olympiska sommarspelen 2020.